# Pancho-Beutelratte
Die Pancho-Beutelratte (Dromiciops bozinovici; spanisch Panchos’s monito del monte) ist eine kleine, mausartige südamerikanische Beuteltierart, die in einem kleinen Gebiet im Süden der chilenischen Seenregion (etwa Región de la Araucanía und Región del Bío-Bío) und im angrenzenden Argentinien vorkommt. Die Art wurde im April 2016 neu beschrieben und von der Chiloé-Beutelratte (Dromiciops gliroides) aufgrund morphologischer und molekularbiologischer Unterschiede abgetrennt. Die Cytochrom-b-Gene der mitochondrialen DNA der Pancho-Beutelratte und der Chiloé-Beutelratte unterscheiden sich zu 11,3 %. Dromiciops bozinovici umfasst die nördlichen ehemals der Chiloé-Beutelratte zugerechneten Dromiciops-Populationen. Das Art-Epitheton bozinovici ehrt Francisco „Pancho“ Bozinovic, der zahlreiche Werke über die chilenische Kleinsäugerfauna verfasst hat.

## Merkmale
Der Holotyp der Pancho-Beutelratte hat eine Gesamtlänge von 17 cm, davon entfallen 8,6 cm auf den Schwanz. Der Hinterfuß ist 17 mm lang, die Ohren 6 mm. Das Tier ist 10 g schwer, hat ein braunes Rückenfell mit einer mittig liegenden dunkelbraunen Zone, die sich von der Kopfoberseite bis zu den Hüften erstreckt, und einen weißlichen Bauch. Die Haare des Bauchfells haben dunkelgraue Basen. Die drei Dromiciops-Arten unterscheiden sich vor allem hinsichtlich ihrer Schädelmorphologie. Die Pancho-Beutelratte hat eine breite, kurze Schnauze, eine gerade Stirn und einen abgeflachten Hirnschädel. Von der Seite gesehen sieht der Schädel flach aus, die Ränder der Schnauze sind von oben gesehen gerade. Die oberen Eckzähne sind kurz, der erste obere Prämolar ist klein.

## Lebensweise
Über die Lebensweise der Pancho-Beutelratte ist bisher wenig bekannt, da die meisten Untersuchungen bisher die Chiloé-Beutelratte betrafen. Die Wälder, in denen die Art vorkommt, werden vor allem von der Coihue-Südbuche (Nothofagus dombeyi) geprägt, mit der Bambusart Chusquea culeou, dem Boldo (Peumus boldus), Aextoxicon punctatum und dem Lorbeergewächs Persea lingue als Unterholz. Das runde bis ovale Nest der Tiere wird in einer Höhe von einem bis zwei Metern über dem Erdboden aus Blättern gebaut und ähnelt einem Vogelnest. Sinkt die Umgebungstemperatur unter 20 °C, so fällt die Pancho-Beutelratte in einen Topor, einen Ruhezustand mit abgesenkter Körpertemperatur, der 10 Stunden anhalten kann. Bei einer Umgebungstemperatur von etwa 12,5 °C kann der Topor bis zu 120 Stunden dauern.
Die Schlange Philodryas chamissonis stellt den Jungtieren nach. Die adulten Tiere zählen zu den wichtigsten Beutetieren des Rotfußkauzes (Strix rufipes). Außerdem werden sie vom Puma gefressen.
Nagetiere mit ähnlicher Lebensweise, die im Verbreitungsgebiet der Pancho-Beutelratte vorkommen, sind die Anden-Feldmäuse Abrothrix hirta und Abrothrix olivacea, die Große Langkrallenmaus Chelemys macronyx, die Langkrallen-Maulwurfsmaus (Geoxus valdivianus), die Chile-Ratte (Irenomys tarsalis), Loxodontomys micropus, die Zwergreisratte Oligoryzomys longicaudatus und der Walddegu (Octodon bridgesi).
Das von der Pancho-Beutelratte bewohnte Gebiet ist relativ groß, vom Menschen aber stark fragmentiert. Im Verbreitungsgebiet liegen einige chilenische Nationalparks, z. B. der Nahuelbuta-Nationalpark und der  Nationalpark Tolhuaca.